# ペドロ・アルペ

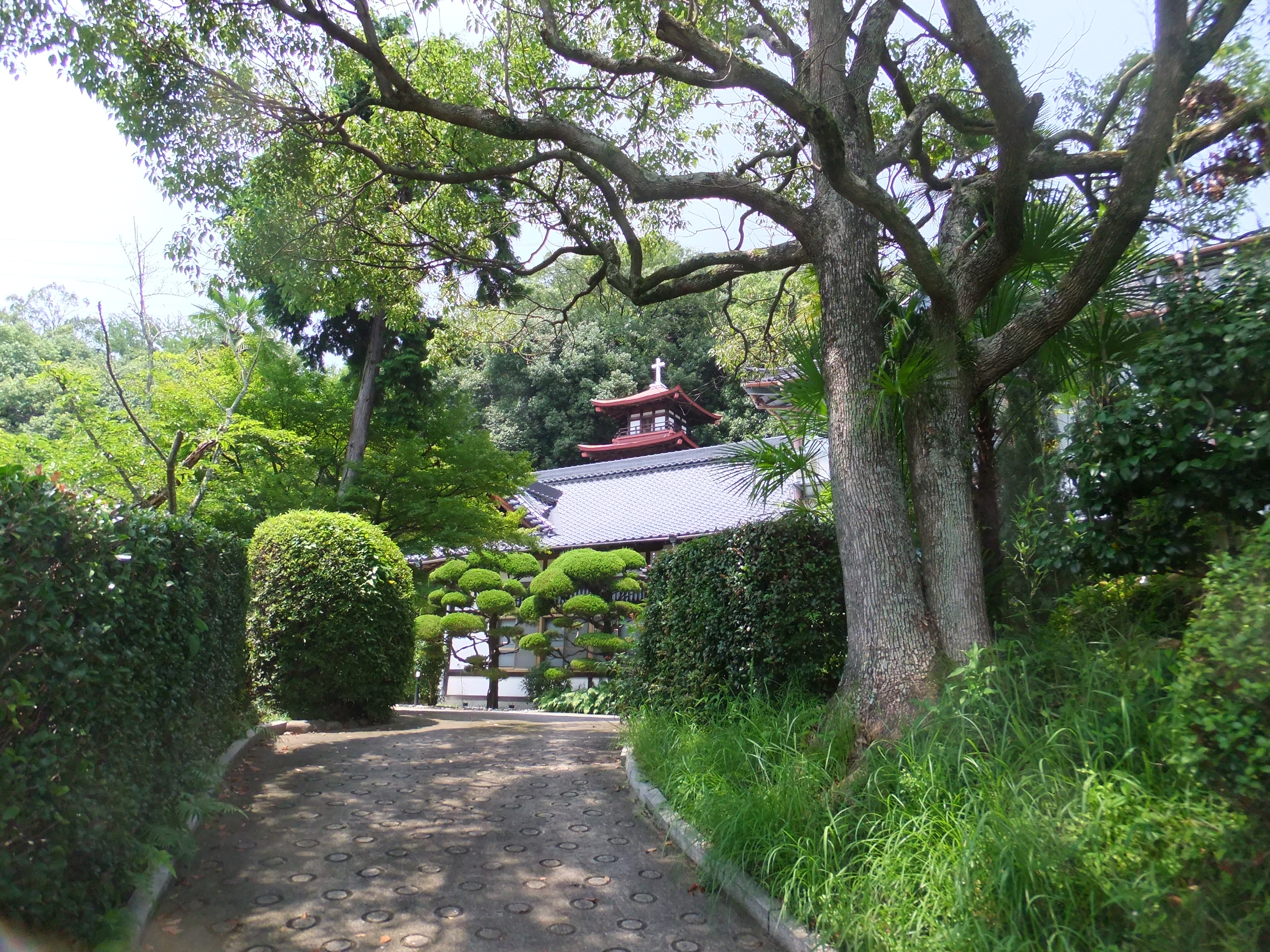
旧長束修練院。アルペがいた当時と同じ建物で、現在は修道院として用いられている。

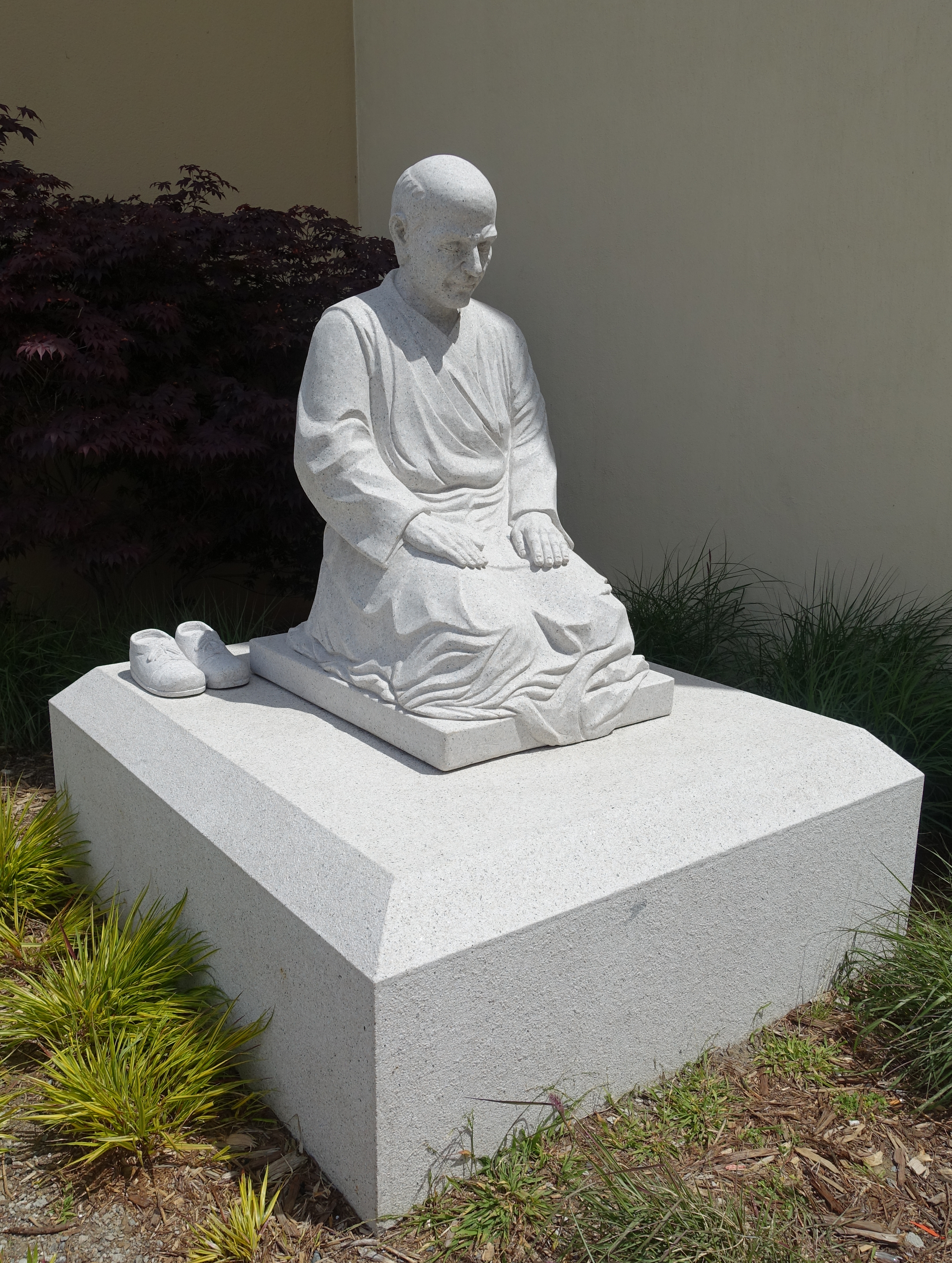
米国サンフランシスコ大学にある記念像。

ペドロ・アルペ（Fr. Pedro Arrupe, S.J., 全名ペドロ・デ・アルペ・イ・ゴンドラ、Pedro de Arrupe y Gondra, 1907年11月14日 - 1991年2月5日）は、スペイン・ビスカヤ県ビルバオ生まれのカトリック司祭、イエズス会第28代総長 (1965年 - 1983年) 。元上智大学教授。

## 生涯

### 生い立ちと教育
裕福なバスク人の家庭に生まれたペドロ・アルペはビルバオのサンティアゴ使徒学院に学び、マドリード大学の医学部に進んだ。そこで彼は後にノーベル生理学・医学賞を受賞するセベロ・オチョアと出逢った。また生理学のパイオニアでスペイン内戦時代の首相となるフアン・ネグリンも教官の一人であった。1927年にイエズス会に入会し、オランダのフォルケンブルクで養成を受け、1936年に叙階された。修練期にはアメリカ合衆国・カンザス州の聖マリア学院 (St. Mary's College, Kansas) で学び、クリーブランドで過ごした。

### 日本へ
ペドロ・アルペは修練期を終えると1940年に日本に派遣され、山口カトリック教会で主任司祭となった。真珠湾攻撃が行なわれた1941年12月8日は、日本では無原罪の聖母の祝日であり、アルペはスパイ容疑でミサ後に投獄された。投獄中、アルペは厳しい尋問に耐え、祈りの日々を過ごした。後の述懐では、この経験はアルペの重要な霊的変容の機会のひとつとなったという。彼の非攻撃的な態度と振舞いに獄吏と裁判官は敬意を示し、約1か月で釈放された。
1942年3月からアルペは、広島にあった長束修練院の院長を務めた。1945年8月6日に広島に原爆が投下されると、広島市内で生き残った数少ない医師の一人として被爆者の第一次救護にあたった。アルペは、後にこの時のことを「私の記憶に刻まれた歴史の外の永遠の経験」と述べた。彼は修練院を臨時の病院として、およそ200人の被爆者を献身的に手当した。その中には長束修練院の建設に深く関わった広島カトリック教会（幟町天主公教会）の主任司祭フーゴ・ラッサール神父もいた。
戦後もしばらく広島で司牧に従事したのち、1958年に、アルペはイエズス会の初代日本管区長 (1958年 - 1965年) に選ばれた。

### イエズス会総長
1965年第31回イエズス会総会 (GC XXXI) でアルペは第28代総長に選ばれた。アルペは1983年まで総長を務めた。友人であり相談相手であったヴィニー・オキーフはアルペを「第2バチカン公会議の光でイエズス会を再建した第二のロヨラ」と呼んだ。アルペの指導力が顕れたのは1975年の第32回総会であった。
アルペの夢は文書に結晶化された。「我らの今日の使命: 信仰への奉仕と正義の促進」では信仰と並んで社会正義の促進を掲げた。社会正義の促進を掲げることに対し、政治と信仰の混合だとする批判が起り、議論が行われたが、最終的に圧倒的多数に受入れられた。この観点に対して以後イエズス会内外で対立が現れるようになった。これは第2バチカン公会議の影響と中南米の歴史と同時に進行した。

### 第2バチカン公会議と中米
第2バチカン公会議の教令の実施について、各地の司教会議で議論となった。ヨーロッパでは専門主義と科学的・物資主義的無神論の脅威、アジアでは宗教間の対話、ラテン・アメリカでは貧富の格差と社会正義が重要課題とされた。ラテン・アメリカではマルクス主義者に連帯を示し、革命闘争に身を投じる者も現れた。中南米の司祭は教会が受入れ、維持しようとさえしている不平等がこの問題の最前線であると気付き、貧困問題の解決に尽力した。彼らの実践は解放の神学と呼ばれた。イエズス会士としては、ヨン・ソブリノやオスカル・ロメロ、エルサルバドルの殉教者などがいる。
これに対し、1980年代に教理省長官であったヨーゼフ・ラッツィンガー枢機卿（後のベネディクト16世）から「解放の神学において来るべき王国と現在の世界における平等についての根本的な混乱がある」とする見解が示された。この見解は2008年の回勅『希望による救い』("Spe salvi")  において再度表明された。
中米では、イエズス会士も実践を積んだ。エルサルバドルでは1977年3月12日にはルティリオ・グランデが殺され、アメリカ合衆国の支援を受けた白人戦士連合 (Unión de Guerreros Blancos) などの死の部隊により、6月20日には47人のイエズス会士が死の脅迫を受け、同国から逃れる者もあった。アルペは彼らと相談した上で「彼らは殉教者となろうとも、私の司祭たちはこの国を離れないだろう。人々と共にあるからだ」と語った。1980年3月にはロメロ司教が、1989年11月16日にはエルサルバドルのホセ・シメオン・カニャス中米大学で6人の会士らが殺害されて殉教した。

### 病と退任
1981年8月7日、ローマのフィウミチーノ空港に到着したアルペは発作に襲われた。アルペは右半身が麻痺し、言葉が話し辛くなった。症状は後に重くなり、完全に話せなくなった。彼はローマ教皇庁内で療養し、眼差しや指を使い仲のよいイエズス会士とのみコミュニケーションがとれた。アルペは1983年にニカラグアで開かれた第33回イエズス会総会で総長の退任を余儀なくされた。アルペは生前に退任した最初の総長となった。
総会は後に枢機卿となる教皇特使のパオロ・デッザにより開かれ、イエズス会士には教皇庁の干渉への反発もあった。9月3日アルペの退任は承認され、ペーター・ハンス・コルヴェンバッハが後任に選ばれた。
総会の開会式にはアルペも参加し、自らの書いた祈りが読み上げられた。「私は何時にもまして神のみ手のうちにある。これは私が若い頃から望んでいたことだ。しかし今ここに違いがある。主導権は全て神にある。これは実際にこれまで私が全て神のみ手の内にあると霊的に経験してきたことだ」
10年間の療養期間に会のために祈り、ヨハネ・パウロ2世からも厚意を受けた。1991年2月5日アルペは教皇庁内で84歳で帰天した。ペドロ・アルペの葬儀はジェズ教会で行われ、参列者で広場があふれた。彼の遺体は当初カンポ・ヴェラノのイエズス会博物館に収められ、のちジェズ教会の付属聖堂に収められた。

## 著書
- 『キリストの横顔』新訂版 ドン・ボスコ社 2004年11月 ISBN 9784886263889